# Aleksandar I. Aleksandrijski
Aleksandar Aleksandrijski (? – 26. veljače ili 17. travnja 326. ili 328.), biskup u Aleksandriji od 312. godine.
Kao biskup bavio se je brojnim pitanjima s kojima se i danas suočava Crkva. To uključuje izračun datuma Uskrsa, akcije Meletija od Likopolisa, i pitanje od najveće suštine, arianizma. Bio je vodeća osoba koja se suprotstavljala arianizmu na Prvom saboru u Niceji. Također se pamti da je bio mentor čovjeka koji ga je naslijedio, Atanazija, a koji je postao jedan od vodećih crkvenih otaca.

## Životopis
Relativno se malo zna o Aleksandrovim ranijim godinama života. Ipak se zna da je za vrijeme svojega svećenstva proživio krvave progone kršćana koje su provodili rimski carevi Galerija i Maksimin Daja. Aleksandar je postao biskup u vrijeme odlaska pape Ahila, za čiju se izuzetno kratku vladavinu pretpostavlja da je bila uzrokom nepoštivanja zapovijedi svojega prethodnika Petra I., a to je da nikada ne dopusti povratak Arija u crkvenu zajednicu.
Sam Aleksandar se suočio s tri glavna izazova tijekom svojega biskupstva. Prvi od njih je bila šizmatička sekta koju je vodio Erescentius, koji je osporavao točnost izračuna datuma Uskrsa. Aleksandar se našao u situaciji da napiše posebnu raspravu o toj kontroverzi, u kojoj se pozvao na ranije izjave pape Dionizija. Aleksandrovi osobni napori, koji su išli u smjeru da se spor razriješi na miran način, nisu bili dovoljni da sami po sebi spriječe kontroverzu, iako je Prvi nicejski sabor, koji je održan tijekom njegova mandata, 325. godine, uspješno riješio taj problem.

## Meletije iz Likopolisa
Njegova druga važna briga bila je Meletije od Likopolisa, koji je nastavio klevetati Aleksandera, kao što je ranije činio papi Ahileju. Meletije je otišao toliko daleko da je podnio službenu žalbu sudu rimskog cara Konstantina I., iako ta žalba nije izazvala neku veću pozornost. Međutim, još je važnija činjenica da je Meletije uspostavio neki oblik procesnog saveza s Arijem. Meletije je također imenovao vlastite biskupe bez ishođenja suglasnosti nadređenog. Ova kontroverza je nastavila biti nesmanjena sve do Prvog nicejskog Sabora, gdje je Aleksandar dopustio Meletiju da se vrati u crkvu, čime je efektno završen Meletijev savez s Arijem.

## Arijanstvo
Posljednji i najvažniji od svih Aleksandrovih problema bio je pitanje samog Arija. Aleksandrov prethodnik Ahil nije samo dopustio Ariju da se vrati u crkvu, nego mu je dao najstariju crkvu u Aleksandriji i poziciju koja mu je omogućavala veliki utjecaj na kršćansku zajednicu Aleksandrije. Ustvari, Arije je čak bio kandidat za mjesto Aleksandrijskoga biskupa nakon smrti Ahila, a po nekim izvorima čak je i sam sebe proglasio njegovim nasljednikom, što su biskupi Aleksandrije odbacili.
Sukob između njih je postao ozbiljan kada je Aleksandar proglasio jedinstvo svetog Trojstva u jednoj od njegovih 
propovijedi. Arije je odmah odgovorio označavajući Aleksandarovu izjavu kao sabelianizam, koje vjerovanje je u prethodnom vremenu već bio odbačeno kao heretičko. Polemika je brzo eskalairala, a Arije je dobivao sve veću podršku za njegove stavove, osvajajući brojne đakone, i barem jednog prezbitera, koji je čak počeo zaređivati svoje vlastite prezbitere. Arije je nastavio privlačiti sve više pozornosti i potpore, a išlo je do te mjere da je Aleksandar morao sazvati dvije odvojene skupštine svojih svećenika i đakona kako bi raspravljali o tom problemu. Međutim, ni jedna od tih skupština nije donijela nikakve čvrste zaključke niti je pomogla u ograničavanju širenja Arijevog vjerovanja.

### Aleksandrijske sinode
Aleksandar je 320. godine sazvao sinodu Aleksandrijske crkve i susjedne pokrajine Mareotis, sa specifičnom namjerom da se donese odluka o tome što bi trebalo poduzeti u vezi s ovim, sve problematičnijim pitanjem. Na sinodi su trideset i šest prezbitera i četrdesetčetiri đakona, uključujući Atanazija iz Aleksandrije, prihvatili osudu arianizma i potpisali dokument kojim su potvrdili svoju privrženost toj odluci. Međutim, Arije je na drugi mjestima i nadalje ostao uspješan u širenju svoje nove vjere, osobito u Mareotisu i Libiji, gdje jeuvjerio biskupe Sekundu iz Ptolemaisa i Tomu od Marmarike (Marmika) da mu se pridruže. Arijev uspjeh da podjeli čelnike crkve učinio je da mogućnost raskola pređe u formalni raskol.

Godine 321., Aleksandar je sazvao, ovaj put, opći sabor cijele nacionalne crkve. Vijeće je okupilo ne manje od sto sudionika. Na ovom saboru, je prisustvovao i Arije, koji je nastavio zastupati svoje ranije stajalište da Sin nije mogao biti vječit zajedno s Ocem, pa je čak otišao i korak dalje ustvrdivši da Sin u svojoj suštini nije ni sličan Ocu. Ova potonja izjava bila je s užasom primljena od okupljenih vijećnika, koji su Arija stavili pod anatemu sve dok se ne odrekne svojih stajališta.

### Razvoj Arijanstva
Međutim, Arije nije imao namjeru da se odrekne svojih uvjerenja, nego je otišao u Palestinu gdje je uspio dobiti potporu brojnih biskupa, koji su Aleksandru izrazili svoje mišljenje o tome pitanju, koje je očito bilo drugačije od njegovog mišljenja. Jedan od tih pristaša, Eusebije Nikomedijski, imao je bliske veze s carskim dvorom u Bizantu, pa je koristeći utjecaj pomagao daljnjem širenju Arijevih vjerovanja. Razvoj ovog pokreta koji je dobio maha, kao i reakcija službene crkve na njega, doveli su do toga da je car Konstantin I. napisao pismo kojim je pozvao sve 
uključene strane na povratak jedinstva u crkvi i privođenje kraju ovog dugotrajnog spora o onome, što je on označio, kao rasprave oko neinteligentnim sitnicama.
Arijevi sljedbenici u Aleksandriji, u obrani svojih uvjerenja, počeli su pribjegavati nasilju, što je potaklo Aleksandra da napiše encikliku svoj braći biskupima u kršćanskom svijetu, u kojoj je povezao povijest arijanizma sa svojim mišljenjem o nedostatcima arijskog sustava. Pri tome je našao za shodno navesti akcije Euzebija nikomedijskog, koji je okupio pokrajinsko vijeće crkve Bitinije kako bi raspravljali o Ariju. Ovo je tijelo pregledalo sve radnje koje su Aleksandar i njegovi prethodnici poduzeli, te su, na temelju opsežnog preispitivanja, formalno prihvatili Arija u prisnu vezu sa sirijskom crkvom. Ostale figure, uključujući Pavla od Tira, Euzebija iz Cezareje i Patrofil iz Skopolisa, također su pokazali svoju podršku Ariju, dopuštajući svojim sljedbenicima da se okupljaju na liturgijski satkoja se pjeva ili recitira prije ili poslije psalma). baš kao što su ranije činili u Aleksandriji.
Vjeruje se da je Arije napisao svoju Taliu oko tog vremena, što je rezultiralo još većom podrškom njegovu učenju. Ova knjiga, u kombinaciji s Arijevim drugim djelima i Aleksanderovim, tom učenju, suprotstavljenim djelima, pogoršala je spor između pristalica i protivnika Arija. U toj atmosferi i na savjet njegovog đakona Atanazija, Aleksandar je u obranu vlastitog vjerovanja napisao djelo pod imenom Priznanje Vjere, i onda ga poslao svim kršćanskim biskupima, tražeći od njih da potvrde njegov stav stavljanjem vlastitih potpisa na djelo. Dobio je oko 250 potpisa, uključujući oko 100 iz vlastite biskupije, 42 iz Azije, 37 iz Pamfilije, 32 iz Licije, 15 iz Kapadocije i još ih nekoliko. Također je održavao osobnu prepisku s Aleksandrom od Konstantinopola, otvoreno negodujući protiv nasilja arijanaca i objavljivanju Arijevih stavova o utjecaju žena. Tako je održavao prepisku o pitanjima arijanizma i s papom Silvesterom I., Makarijem od Jeruzalema, Asklepijem od Gaze, Longinom od Aškelona, Makarija od Joanine, Zenom od Tirusa i mnogim drugim.

### Konstantin I. i arijanstvo
Spor oko arianizma postao je ozbiljan problem koji je prijetio da će nanijeti štetu miru i jedinstvu crkve i carstva. Konstantin I., sada jedini na carskom prijestolju nakon smaknuća svoga suvladara Licinija, napisao je pismo "Atanaziju i Ariju". Konstantin je to pismo napisao iz Nikomedije, pa su neki zaključili da je Euzebije, biskup Nikomedije i pristaša Arija, možda sudjelovao u sastavljanju pisma. Pismo je dano Hoziju Kordovskom, uglednom starijem biskupu, da ga prada zavađenim stranama u Aleksandriji. U pismu je Konstantin zatražio da Aleksandar i Arije okončaju svoj spor.
Ubrzo nakon što je primio poruku od Konstantina, Aleksandar je sazvao još jedan opći sabor dijeceze koji je, čini se, potvrdio svoju suglasnost s potvrđivanjem vjere, a prema Aleksandrovoj ranijoj objavi sporazuma o upotrebi teološkog pojma "consubstantialis". Sabor je takođe potvrdio ekskomunikaciju Arija kao i osudu sljedbenika Meletija iz Likopolisa, što je, naravno, još više razljutilo Aleksandrijske ariance. Arije se, čak i formalno žalio caru Konstantinu na Aleksandrove postupke. Kao odgovor, Konstantin ga je pozvao da izloži svoje viđenje pred ekumenskim Saborom crkve, koji će se održati u Niceji u Bitiniji 14. lipnja 325., prvo takvo vijeće ikada sazvano.

### Prvi nicejski Sabor
Aleksandar je došao na sabor s pratnjom koja je uključivala Potamona od Heraklee, Pafnutija od Tebe i Aleksanderov đakon, Atanazije, koji je djelovao kao njegov glasnogovornik. Aleksandar je sam trebao predsjedati saborom, ali je smatrao da ne može istovremeno biti, i predsjedatelj i glavni tužitelj. Na toj osnovi, prepustio je predsjedavanje Hoziju Kordovskom. Nakon dugotrajne rasprave, sabor je donio odluku kojom je, između ostalog, potvrdio Arijevu anetemu, ovlastili Aleksandara, na njegov izričiti zahtjev, da dopusti Meletiju da zadrži svoje biskupsko zvanje, pod uvjetom da ne može imati biskupsku moć.Svi oni koje je Meletije imenovao mogli su, također, zadržati svoje titule, ali bi mogli sjesti na biskupski tron samo nakon smrti jednog od biskupa kojeg je posvetio Aleksandar. Sabor je, također, dao Aleksandru za pravo da sam odlučuje o izračunu vremena Uskrsa, tražeći od njega da samo priopći svoju odluku Rimu i ostatku kršćanstva. Također je izdao izjavu da će egipatskoj crkvi biti dopušteno zadržati svoje tradicije u vezi svećeničkog celibata. S tim u vezi, Aleksandar je slijedio savjete Pafnutija od Tebe koji ga je potaknuo da dopusti svećenicima da budu oženjeni nakon što su preuzeli svetu duhovničku službu.

Aleksandar, zajedno s ostalim ocima, potvrdio je Vjeru i izradio Kanon, Zakon i Statute koji su još uvijek u rukama kršćana do danas. Nakon što je zabilježio propise vezane za korizmu i blagdan Uskrsa, triumfalno se vratio se na svoju stolicu.

## Odlazak
Pet mjeseci nakon povratka u Aleksandriju iz Niceje, Aleksandar je umro. Jedan izvor smješta njegovu smrt na 22. dan u mjesecu baramoudi, ili 17. travnja.  Sjedio je na prijestolju sv. Marka 15 godina, 9 mjeseci i 20 dana. Aleksandar je na posmrtnoj postelji, kako tradicija kaže, imenovao Atanazija, njegovog đakona, da bude njegov nasljednik.

## Pisana djela
Nekoliko djela, za koje je rečeno da ih je Aleksandar napisao, nisu preživjela. Povijest spominje zbirku pisama koje je napisao o Arijanskoj kontroverzi. Samo su dva od ovih pisama preživjela sve do danas. Tu je također prisutna i propovijed, De anima et corpore - Duša i tijelo koja se pripisuje Aleksandru prema sirijskom tumačenju. Koptska verzija, međutim, pripisuje ovu propovijed njegovom nasljedniku Atanaziju. 
Drugi rad koji mu se pripisuje je Encomium de Petri Alexandrini, (Slava Petru Aleksandrijskom). Ova knjiga preživljava u pet kodeksa. Rad se može rekonstruirati na temelju postojećih fragmenata i prijevoda u Povijesti patrijarha. Sadrži biblijske aluzije, tradicije i prikaz Petrovog mučeništva. Vjeruje se da je to jedan od najboljih primjera književnog stila tog vremena, utemeljen na njegovoj složenoj književnoj strukturi, kompetenciji svoje teologije, kao i općem književnom stilu.

## Štovanje
Aleksandar se štuje kao svetac u Koptskoj pravoslavnoj crkvi u Aleksandriji, istočnoj 
pravoslavnoj crkvi i Rimokatoličkoj crkvi. Rimokatolička crkva opisuje Aleksandra kao "čovjeka koji je od naroda i svećenstava dobio najviše počasti; koji je veličanstven, liberalan, rječit, pravedan, ljubitelj Boga i čovjeka, posvećen siromašnima, dobar i dražesan prema svima." Pomen na ovoga sveca se obilježava 17. travnja.

## Vanjske poveznice
- Papa Aleksandar I. od Aleksandrije
- Citati pape Aleksandra I.
- Popis koptskih papa Aleksandrije
- Odlazak sv. Aleksandra I.  Arhivirana inačica izvorne stranice od 19. ožujka 2018. (Wayback Machine)
- Mučeništvo sv. Petra I., Pečata Mučenika
- Papa Ahilije od Aleksandrije
- Khaled Gamelyan -Koptska enciklopedija, opensource

| Koptski pape Aleksandrije      | Koptski pape Aleksandrije           | Koptski pape Aleksandrije              |
| ------------------------------ | ----------------------------------- | -------------------------------------- |
| prethodnik Ahil Aleksandrijski | Aleksandrijski pape 312. - 328. AD. | nasljednik Atanazije I. Aleksandrijski |